# Турецко-эритрейские отношения
Турецко-эритрейские отношения — двусторонние дипломатические отношения между Турцией и Эритреей.

## История
Дипломатические отношения между Турцией и Эритреей были официально установлены в 1993 году. Турция была одной из первых стран, признавших Эритрею после обретения ею независимости.
Согласно оценке МИД Турции, двусторонние отношения развивались «гладко, но стабильно». Страны прилагают свои усилия для улучшения дипломатических отношений, оба имеют общий исторический и культурный опыт, насчитывающий более 300 лет, по политическим, экономическим и консульским вопросам.
Турция, как страна, придающая значение стабильности в Африке, приветствует шаги, предпринятые для нормализации отношений между Эфиопией и Эритреей и подписание совместного заявления между Эфиопией и Эритреей 9 июля в Асмэре во время визита премьер-министра Эфиопии Абия Ахмеда Али. Также согласно оценке посольства Турции в Москве, нормализация двусторонних отношений между двумя соседними странами и народами будет способствовать их развитию и процветанию, а также создаст благоприятные условия для мира, стабильности и всестороннего сотрудничества в Африканском Роге.

## Визиты
Министр иностранных дел Эритреи Осман Мохамед Салех нанёс визит в Турцию по случаю Первой министерской конференции по обзору партнёрства «Турция-Африка», состоявшейся в Стамбуле 16 декабря 2011 года.
16 ноября 2012 года министр иностранных дел Турции Ахмет Давутоглу посетил Эритрею и встретился с её президентом Исайясом Афеворки. Указанный визит был первым визитом Турцию в Эритрею на уровне главы МИД.
Первые политические консультации между двумя странами прошли в Асмэре 9—10 марта 2016 года.

## Экономические отношения
В 2016 году Турция экспортировала товаров на сумму 15,6 млн $ и импортировала товаров на сумму 2,3 млн $. В 2019 году экспорт Турции в Эритрею составил 13,9 млн $, а в 2020 году составил 10 млн $. Основными продуктами экспорта являются бытовые электрические товары, продукты питания и готовая одежда.
С 19 августа 2014 года Turkish Airlines выполняет рейс Стамбул — Асмэра 3 раза в неделю.
В 2019—2020 учебном году 15 эритрейских студентов продолжили обучение в Турции по программе стипендий «Türkiye Scholarships». С 1992 года свыше 130 эритрейских студентов получили турецкие стипендии.

## Дипломатические представительства
В 2007 году было открыто почётное консульство Турции было открыто в Асмэре, а в 2013 году было открыто посольство Турции в Асмэре. У Эритреи нет представительства в Турции, однако посольство Эритреи в Дохе (Катар) аккредитовано здесь.